# Сантос Леон Еррера
Сантос Леон Еррера (ісп. Santos León Herrera; 21 травня 1874 — 8 травня 1950) — костариканський політик, тимчасовий президент Коста-Рики від квітня до травня 1948 року.

## Кар'єра
У 1932—1936 роках очолював міністерство внутрішніх справ. Від 1944 до 1948 року був віцепрезидентом в адміністрації Теодоро Пікадо Міхальскі.
Після перемоги на виборах, що відбулись у лютому 1948 року, опозиційного кандидата Отіліо Улате Бланко колишній президент Рафаель Анхель Кальдерон Ґвардія оголосив про розпуск Конституційного конгресу. В країні почалась громадянська війна: Хосе Фігерес Феррер підняв зброю проти Кальдерона. Ще чинний президент Пікадо вирушив до Нікарагуа, щоб попрохати про військову допомогу у диктатора Сомоси, але цьому заважали США, які пригадали Пікадо альянс із комуністами. Тим не менше, 17 квітня війська Національної армії Нікарагуа прибули до костариканського міста Вілла-Кесада повітрям і вступили в сутичку з повстанськими силами, що діяли в околицях. Під тиском США 19 квітня Сомоса наказав військам залишити територію Коста-Рики. Того ж дня Пікадо й Хосе Фігерес Феррер підписали пакт у посольстві Мексики у Сан-Хосе, що поклав край громадянській війні. Наступного дня Пікадо призначив тимчасовим головою держави Сантоса Леона Ерреру та залишив країну.
Повноваження Леона Еррери тривали до 8 травня 1948 року, після чого Хосе Фіґуерес Феррер на правах переможця у громадянській війні став тимчасовим президентом Коста-Рики.